# 齊格菲防線

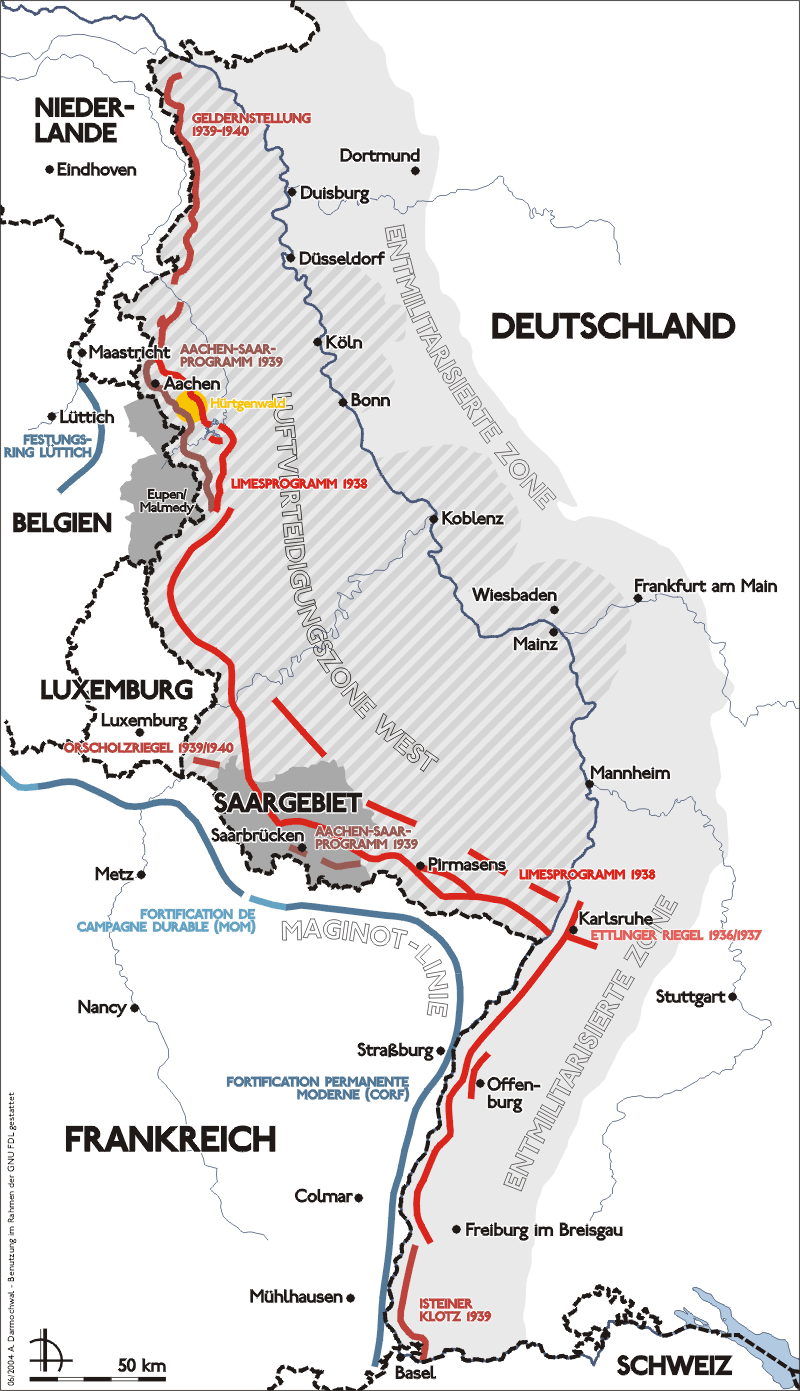
齊格菲防線地圖

齊格菲防線（德語：Siegfried-Linie）也称西墙（德語：Der Westwall），是納粹德國在二戰前，在西部邊境地區構築的對抗法國馬其諾防線的築壘體系。
1944年9月到1945年3月，齊格菲防線遭到了大規模的盟軍攻勢。

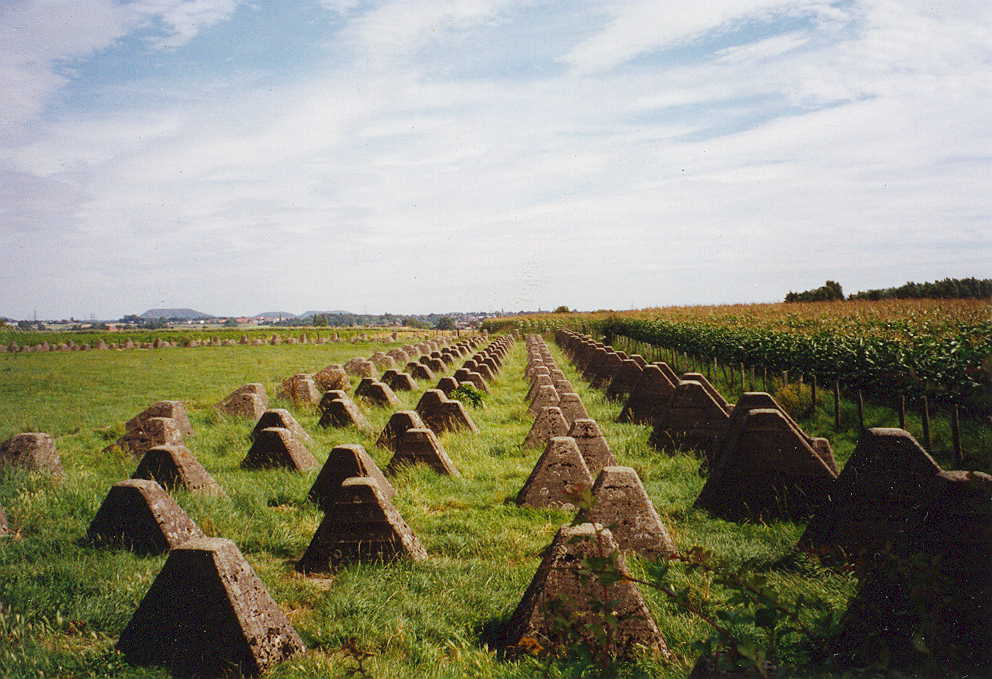
反制盟軍坦克的石塊陣

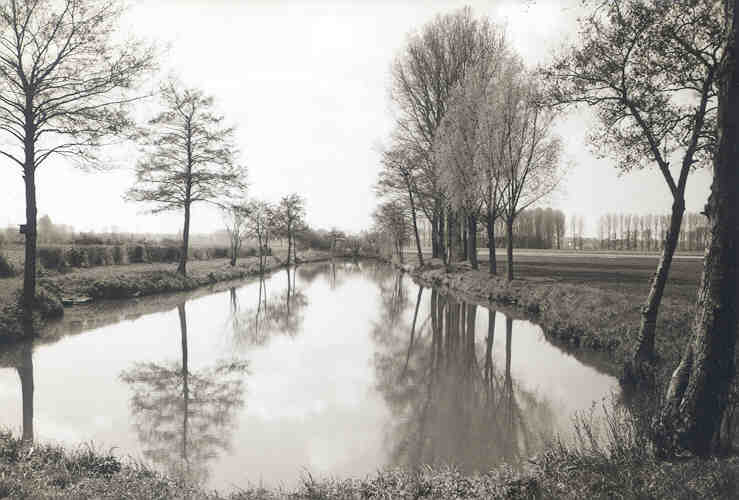

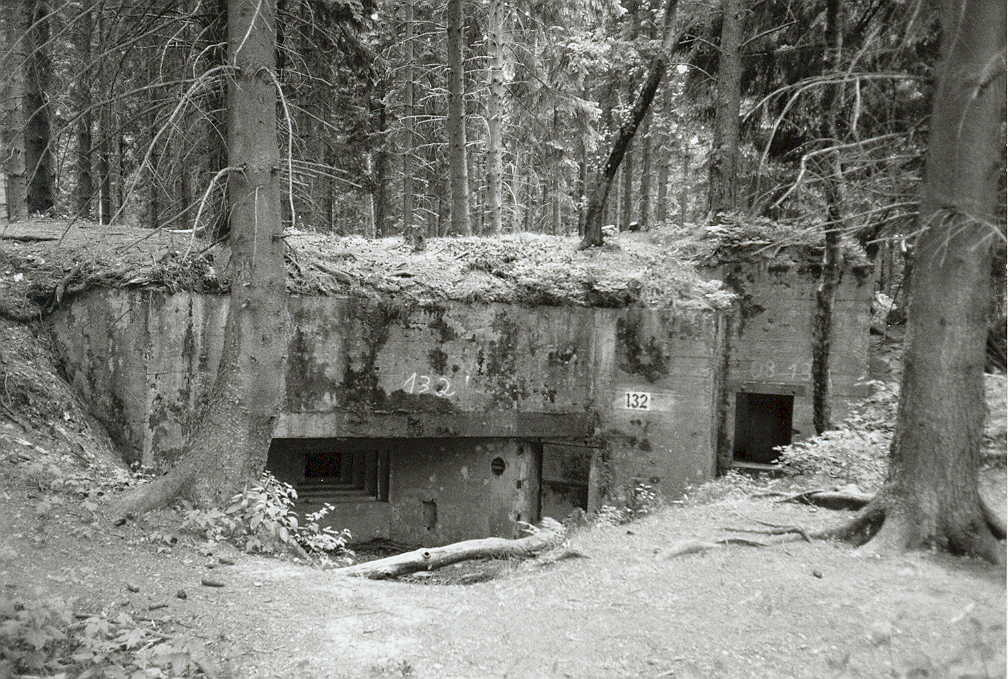

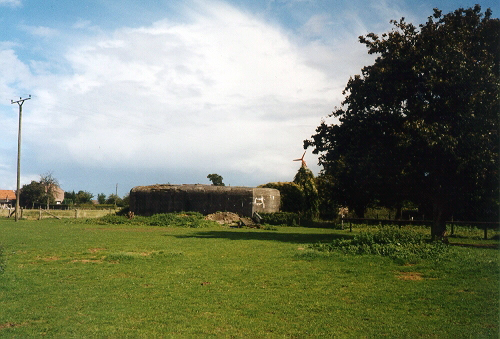

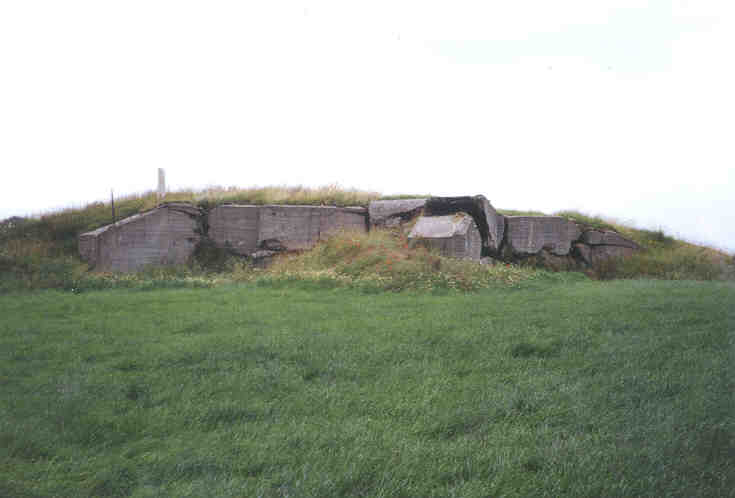

## 名稱
这条防线在德语中通称为“西墙”（der Westwall），而“齐格菲防线”是盟军将士对此防线的称呼。其来源可能是一战中兴登堡防线中同名的一段，称为齐格菲阵地；而后者又是来自瓦格纳的歌剧《齊格菲》。

## 西部計劃
該項目由德國著名的建築工程組織托特機構負責，其構築目的是為了掩護德國西線，並作為向西進攻的屯兵場以及支援進攻的重砲陣地。防線工程是1936年德國占領萊茵蘭之後開始構築的，至1939年基本建成。防線從德國靠近荷蘭邊境的克萊沃起沿著與比利時、盧森堡、法國接壤的邊境延伸至瑞士巴塞爾，全長達630公里。
防線由障礙地帶、主防禦地帶和後方陣地3個部分組成，縱深35公里至75公里。障礙地帶主要是地雷場、鐵絲網、防坦克壕以及著名的“龍牙”系統。主防禦地帶的最前緣位於障礙地帶後方數十至數百米處，配備鋼筋混凝土和鋼鐵裝甲的機槍、火砲工事以及指揮所、觀察所、人員掩蔽部、車輛洞庫、彈藥庫、物資庫等。後方陣地位於主防禦地帶後方數公里至數十公里處，主要是預備隊人員掩蔽部、預備隊車輛洞庫以及戰備物資庫，在法德交界地段還配屬有170毫米至305毫米要塞化遠程重砲群（1940年6月後撤出，用於英吉利海峽群島的要塞）。
與馬其諾防線相比，齊格菲防線的特點是大部分工事較小，結構較簡單，但數量多達11,860個，遠超馬其諾防線。該防線使用混凝土931萬噸，是馬其諾防線的2.4倍；使用鋼鐵35萬噸，是馬其諾防線的2.3倍。

### 亞琛-薩爾
亞琛-薩爾計劃的掩體與萊姆斯計劃的掩體相似。區別在於前部沒有掩體，掩體只在掩體的兩側。亞琛-薩爾計劃只在特殊情況下才在前面建造，再用重金屬門保護它們。該建設階段包括亞琛與薩爾布呂肯，位於萊姆斯計劃最初的防禦線西。

## 二戰時期

### 二戰初期
1939年9月德軍在東面閃擊波蘭時，共有46個包含預備隊的步兵師依托該防線防禦法軍，但法軍沒有進攻。該防線與對面的馬其諾防線，促成了法德開戰後8個月時間的著名的靜坐戰。

### 二戰中期
1940年西線戰役獲勝後，齊格菲防線上的許多火砲和可移動武器被拉到了大西洋堡壘上，使防線有些有名無實，直到1944年。
1944年8月24日希特勒曾下達了改造防線的命令，以便應對更強的火力打擊，主要工程預計由德國國家勞工組織的14到16歲的孩子進行，一些當地人也被拉來參加改建，最重要的工作就是挖掘反坦克壕，但是由於盟軍巨大的空軍優勢，這些努力都失敗了。

### 1944年重新啟用
1944年9月，英、美盟軍從西線向德國本土進攻時，德軍依托這一防線展開許特根森林戰役。12月，美軍以飽和轟炸和砲擊支援試圖突破，但沒有成功。直到1945年2月盟軍重新發動進攻時，該防線終被突破，至此該防線一共阻滯了盟軍5個月時間，直到納粹德軍無力阻止盟軍。

### 戰鬥
美國人向許特根森林戰役投入了大約12萬人的部隊和增援部隊。在這個森林茂密的地區，這場戰鬥奪走了24,000名美國士兵的生命，還有9,000名所謂的非戰鬥人員傷亡-由於疲勞，暴露，事故和疾病而被撤離。納粹德軍的死亡人數沒有被記錄。許特根森林戰役後，戰役集中於許特根森林以南地區，介於蒙紹和盧森堡小鎮埃希特納赫之間。這是納粹德軍在西境的最後一搏，其生命和財產損失嚴重且失敗了。齊格弗里德防線的其他部分發生了嚴重衝突，許多掩體中的士兵拒絕投降，常常戰鬥至死。
英國第21集團軍包括了美國編隊，其中美國傷亡總計約68,000。此外，第1軍團造成了超過50,000人的非戰鬥人員傷亡，而第9軍團造成了超過20,000人的傷亡。這使齊格菲防線戰役的總傷亡（美國）接近140,000。

## 戰後
戰後，齊格菲防線的許多部分被炸藥清除。

### 保存與覆滅
在北萊茵-威斯特法倫州，約有三十個掩體。其餘大多數都被炸藥摧毀或被大地覆蓋。坦克陷阱仍然存在於許多地區。在艾費爾山，它們超過了幾公里。德國茨韦布吕肯空軍基地建在齊格菲防線的頂部。當基地仍然開放時，當有人開車駛向基地正門時，可以在林線中看到幾個舊掩體的殘餘。另一個掩體位於基地醫院附近基地外圍圍欄的外側。空軍基地關閉後，工人在挖掘基地的油箱時，發現了被掩埋在油箱下方的地堡。

## 評估
齊格菲防線的宣傳意義幾乎和它的戰略意義一樣大，長期內它被宣稱為一條堅固的防線。1944年，無論是盟軍還是納粹德軍，卻都發現這條防線的大部分設計已不符合戰場形勢了，它阻滯了盟軍，但並不像聲稱的那樣堅不可摧。
值得注意的是，在防線有效抵擋著盟軍的同時，希特勒發動了阿登反擊戰。這抽調了納粹德國最後的資源，包括部署於齊格菲防線的許多士兵。
阿登反擊戰雖然造成了震撼，但戰略意義卻非常有限，盟軍迅速重整旗鼓，輕而易舉的越過了無人值守的防線。儘管齊格菲防線的設計已經部分落後於當時的戰爭，但如果不是希特勒，它也能支持更久，這也證明了戰術理論的基本在於不犯錯，而非豪賭。

### 築壘體系
- 大西洋壁壘
- 马奇诺防线
- 國家堡壘

### 腳註
1. ↑  Kaufmann JE, Kaufmann HW: Fortress third Reich, page 134. DA Capo Press, 2003.